# داونتون آبي (فلم)
داونتون آبي (بالإنجليزية: Downton Abbey) هو فيلم دراما تاريخي من تأليف جوليان فيلوز وبطولة هيو بونفيل، لورا كارميشل، جيم كارتر، راكيل كاسيدي، بريندان كويل وميشيل دوكري. صدر الفيلم في المملكة المتحدة في 13 سبتمبر 2019.